# El Alto de Avilés
El Alto de Avilés är en ort i Mexiko.   Den ligger i kommunen Álvaro Obregón och delstaten Michoacán de Ocampo, i den södra delen av landet, 200 km väster om huvudstaden Mexico City. El Alto de Avilés ligger 1 843 meter över havet och antalet invånare är 223.
Terrängen runt El Alto de Avilés är platt åt nordost, men åt sydväst är den kuperad. Runt El Alto de Avilés är det ganska tätbefolkat, med 86 invånare per kvadratkilometer. Närmaste större samhälle är Álvaro Obregón, 2,4 km sydväst om El Alto de Avilés. I omgivningarna runt El Alto de Avilés växer huvudsakligen savannskog.